# Ljubač (Knin)
Ljubač falu Horvátországban Šibenik-Knin megyében. Közigazgatásilag Kninhez tartozik.

## Fekvése
Knintől 3 km-re nyugatra, Dalmácia északi-középső részén, a Krka bal partja felett fennsíkon fekszik.

## Története
Ljubač területe a moriai háború során 1688-ban szabadult fel a török uralom alól. A velencei hatóságok az igazgatásuk alá visszakerült területet krajinákra azaz kerületekre osztották. Ezen belül a kisebb igazgatási egységeket a kapitányok irányították. Ljubač a knini kerületen belül a szomszédos Vrbnikkel és Potkonjéval tartozott közös kapitány irányítása alá. A velencei uralom 1797-ig tartott, de a két másik településsel a közösség továbbra is megmaradt. A három falunak közös temploma (a vrbniki Szent Miklós templom) és iskolája is volt. 1800-ban a ljubačiak a knini Legszentebb Istenanya parókiához kerültek. A településnek 1857-ben 171, 1910-ben 307 lakosa volt. Az első világháború után előbb a Szerb-Horvát-Szlovén Királyság, majd Jugoszlávia része lett. 1991-ben lakosságának 10 százaléka horvát, 86 százaléka szerb nemzetiségű volt. Szerb lakói még ez évben csatlakoztak a Krajinai Szerb Köztársasághoz. A horvát hadsereg 1995 augusztusában a Vihar hadművelet során foglalta vissza a települést. Szerb lakói nagyrészt elmenekültek. A településnek 2011-ben 78 lakosa volt.

## Lakosság
| Lakosság változása | Lakosság változása | Lakosság változása | Lakosság változása | Lakosság változása | Lakosság változása | Lakosság változása | Lakosság változása | Lakosság változása | Lakosság változása | Lakosság változása | Lakosság változása | Lakosság változása | Lakosság változása | Lakosság változása | Lakosság változása |
| ------------------ | ------------------ | ------------------ | ------------------ | ------------------ | ------------------ | ------------------ | ------------------ | ------------------ | ------------------ | ------------------ | ------------------ | ------------------ | ------------------ | ------------------ | ------------------ |
| 1857               | 1869               | 1880               | 1890               | 1900               | 1910               | 1921               | 1931               | 1948               | 1953               | 1961               | 1971               | 1981               | 1991               | 2001               | 2011               |
| 171                | 0                  | 186                | 181                | 241                | 307                | 0                  | 0                  | 254                | 269                | 251                | 207                | 184                | 172                | 87                 | 78                 |